# Gustavo Pittaluga Fattorini
Gustavo Pittaluga Fattorini (Florència, Itàlia, 10 de novembre de 1876 - L'Havana, Cuba, 27 d'abril de 1956) va ser un metge i científic italià, nacionalitzat espanyol des de 1904, notable sobretot per les seves aportacions al desenvolupament de l'hematologia i la parasitologia, així com pel seu paper en la lluita nacional i internacional contra la malària i altres protozoasis.
Pittaluga va estudiar medicina a la Universitat de Roma La Sapienza, on es va doctorar el 1900 amb una tesi sobre l'acromegàlia. Encara que havia començat orientant-se cap a la psiquiatria, tema pel qual mai va perdre l'interès, es va convertir en ajudant del metge i naturalista Giovanni Battista Grassi, especialista en zoologia d'invertebrats i protozous. Grassi va ser qui va demostrar que la malària o paludisme és transmesa per mosquits del gènere Anopheles. Pittaluga va anar el 1902 a Madrid, on havia de presentar comunicacions sobre paludisme en el XIV Congrés Internacional de Medicina. Allà Pittaluga va despertar l'interès de Santiago Ramón y Cajal i els naturalistes espanyols, i va decidir establir-se a Espanya. El 1905 va ser nomenat cap del Servei de desinfecció de l'Institut d'Higiene Alfons XIII, dirigit en aquell temps per Ramón y Cajal. Es va casar amb una madrilenya, amb la qual va tenir tres fills, un dels quals va ser el compositor Gustavo Pittaluga.
El 1909 va encapçalar la comissió que va estudiar les malalties endèmiques de Fernando Poo i les altres colònies de la Guinea Espanyola. El centre del seu interès va ser la malaltia del son, i Trypanosoma que n'és l'agent causal. Des de 1911 va ser catedràtic de Parasitologia i Patologia Tropical de la Universitat de Madrid. El 1913 va descriure, amb els seus deixebles, la forma endèmica de kala-atzar (leishmaniasis) que es dona a Espanya. Amb aquests i altres treballs alternava la direcció com a expert d'equips que afrontaven, a Espanya i a l'estranger, diverses crisis epidèmiques, de còlera i d'altres malalties infeccioses. El 1919 va estudiar a França, amb Gregorio Marañón i Ruiz Falcó, l'epidèmia de la grip que es va anomenar «espanyola». Des de 1920 Pittaluga es va fer càrrec de l'organització de la lluita contra el paludisme a Espanya, comptant amb la col·laboració, entre d'altres, de Sadí de Buen.
Durant les dècades de 1920 i 1930 va ser representant d'Espanya, i també dirigent, dels organismes internacionals relacionats amb la lluita antipalúdica, que actuaven, també a Espanya, amb actiu finançament de la Fundació Rockefeller. Pittaluga tenia conviccions polítiques clares, com altres científics notables de l'època. Es va presentar a les eleccions generals espanyoles de 1923 pel districte d'Alzira amb el Partido Reformista de Melquiades Álvarez, però el cop de Primo de Rivera li va impedir ocupar l'escó. Fou novament elegit diputat per la província de Badajoz per la Dreta Liberal Republicana a les eleccions generals espanyoles de 1931. El 1935 fou nomenat director de l'Institut Nacional de Sanitat. El 1936 fou separat totalment del servei.
En acabar la guerra civil, fou depurat per les noves autoritats i va haver d'exiliar-se, primer a França i finalment a Cuba, on va mantenir una intensa activitat fins al mateix dia de la seva mort, el 27 d'abril de 1956.